# Roma Ryan
Roma Shane Ryan (Belfast, 1950. január 20. –) ír költő, író és dalszövegíró. Főként Enya dalszövegírójaként ismert. Észak-Írországban született. Roma Ryan jelenleg Artane-ben, Dublin északi részében, Írországban él, férjével, Nickyvel, Enya albumainak producerével. 
Enya több dala, melyeknek Roma írta a dalszövegeit, Grammy-díjat nyert, és a May It Be című dal,  A Gyűrű Szövetsége betétdala Oscar-díj-jelölést is kapott. Ryan dalszövegei hallhatóak a Francia Rómeó (1984), Zöld kártya (1990), L.A. Story (1991), Játékszerek (1992), Cry, the Beloved Country (1995) című filmekben is, melyek mind felhasználták Enya zenéjét.
Enya 2005-ben megjelent, Amarantine című albumán loxi nyelven is hallható két dal. Ezt a nyelvet Roma Ryan alkotta, miközben a May It Be-n dolgozott, és J.R.R. Tolkien tünde nyelvei ihlették. Ryan írt egy könyvet is, Water Shows the Hidden Heart („A víz megmutatja a szív titkait” – a cím azonos az Amarantine album egyik számáéval) címen, amely leírja a nyelvet és a loxi dalok hátterét.
Roma és Nicky Ryannek két lánya van, Ebony és Persia.